# Jacobswoude
Jacobswoude este o fostă comună din provincia Olanda de Sud, Țările de Jos. În 2009 a fost reorganizată teritoriul său fiind inclus în noua comună Kaag en Braassem.

## Localități componente
Bilderdam, Hoogmade, Leimuiden, Rijnsaterwoude, Woubrugge.

## Istorie
Jacobswoude a fost creat la 1 ianuarie 1991 prin fuziunea municipiilor Leimuiden, Rijnsaterwoude și Woubrugge. La 1 ianuarie 2009, Jacobswoude a fuzionat cu Alkemade și a format noua municipalitate Kaag en Braassem.